# 岡崎学園国際短期大学
岡崎学園国際短期大学（おかざきがくえんこくさいたんきだいがく、英語: Okazaki College of Foreign Studies）は、愛知県岡崎市本宿町字上三本松6-2に本部を置いていた日本の私立大学である。1992年に設置され、2002年に廃止された。

## 概要

### 大学全体
- 学校法人岡崎学園により愛知県岡崎市内に設置された日本の私立短期大学[2]。
- 2学科体制、入学総定員200名体制で1992年に開学した[3]。以後、学科数及び各学科の入学定員は増減なし[注 1]。
- 1999年度の入学生を最後に[注釈 1]短期大学としての使命を終えた[7]。

### 建学の精神（校訓・理念・学是）
- 岡崎学園国際短期大学の学是は「誠・愛」となっている[8]。

### 教育および研究
- 岡崎学園国際短期大学に設置されていた学科の一つである国際文化学科は、アジア・太平洋、日本語教育、アメリカ、ヨーロッパの4コースから選択するシステムとなっていた[9]。
- 英米語学科は、英語学習・英語学・英米文学・英米文化・外国理解をベースとした科目が中心で、語学教育に力を入れていた。また、｢観光英語｣や｢ホテル実習｣など観光業界に就職を希望する学生のための科目も用意されていた[9]。
- 茶道や華道に関する科目も設けられていた[9]。

### 学風および特色
- 岡崎学園国際短期大学は、元々は女子を対象とした短大だったが1998年度より男女共学となった。
- かつて池坊短期大学の学長であった井尻益郎による茶道・華道といった日本文化に関する講座があった[9]

## 沿革
- 1991年
  - 12月20日 左記を以て文部省[注 2]より短期大学の設置が認可される[2]。
- 1992年
  - 4月1日 左記を以て岡崎学園国際短期大学が以下の学科体制にて開学[2]。
    - 国際文化学科[注釈 2]
    - 英米語学科[注釈 2]
- 1998年 共学となる[注 3]。
- 1999年度をもって学生募集を終了とする[11][注釈 1]。
- 2002年
  - 5月29日 左記を以て廃止の認可を受ける[12][7]。

## 基礎データ

### 所在地
- 愛知県岡崎市本宿町字上三本松6-2

## 教育および研究

### 組織

#### 学科
- 国際文化学科
- 英米語学科

#### 専攻科
- なし

#### 別科
- なし

#### 取得資格について
- 卒業と同時に取得できる資格等は特に設けられていなかった。

#### 年度別学生数
- 1992年度以降はその該当年度の5月1日時点でのデータである。

| -        | 国際文化学科 | 英米語学科 | 出典            |
| -------- | ------------ | ---------- | --------------- |
| 入学定員 | 100          | 100        | -               |
| 総定員   | 200          | 200        | -               |
| 1992年   | 女137        | 女122      | [ 13 ] [ 注 4 ] |
| 1993年   | 女255        | 女207      | [ 15 ]          |
| 1994年   | 女251        | 女184      | [ 16 ]          |
| 1995年   | 女282        | 女219      | [ 17 ]          |
| 1996年   | 女228        | 女199      | [ 18 ]          |
| 1997年   | 女142        | 女129      | [ 19 ]          |
| 1998年   | 男16 女141   | 男11 女108 | [ 20 ]          |
| 1999年   | 男30 女152   | 男26 女108 | [ 21 ]          |

#### 附属機関
- 図書館[8]

### 研究
- 『岡崎学園国際短期大学論集』[22]
- 『ノストラ言語学と言語類型論-系統化と類型化のダイナミズム-』[23]

## 学生生活

### 学園祭
- 岡崎学園国際短期大学の学園祭は、例年11月に行われていた[24]。

## 大学関係者と組織

### 大学関係者一覧

#### 大学関係者
歴代学長
- 中埜肇
- 竹市明弘

## 施設

### 寮
- 特になし。

## 対外関係

### 他大学との協定

#### アメリカ
- カリフォルニア州立大学

### 系列校
- 人間環境大学岡崎学園高等学校

## 卒業後の進路について
- 大半の学生が一般企業へ就職している[25]。

### 編入学・進学実績
- 南山大学、愛知大学、名古屋外国語大学、立命館大学ほか[26]